# Saab Monstret
Saab Monstret – samochód koncepcyjny zbudowany na bazie modelu 93 zaprezentowany w 1959 roku.

## Historia
Monstret został pozbawiony zbędnego wyposażenia. Samochód wyposażono w dwa silniki dwusuwowe o pojemności 748 cm3 o łącznej pojemności 1500 cm3. Pomysłem było stworzenie sześciocylindrowego silnika benzynowego o mocy 100 KM. Pojazd rozpędzono do 196 km/h. Silniki przykrywała przezroczysta maska wykonana z plastiku. 
Prace nad konstrukcją zaniechano. Jedyny egzemplarz znajduje się w muzeum marki Saab w Trollhättan.